# Santuario di Nostra Signora di Loreto (Genova)
Il santuario della Nostra Signora di Loreto è un luogo di culto cattolico che si trova nel quartiere genovese di Oregina. Si affaccia su un ampio piazzale panoramico che è caratterizzato dalla presenza di alberi secolari. Dalla piazza antistante la chiesa, il 10 dicembre 1847 debuttò pubblicamente il Canto degli Italiani di Goffredo Mameli e Michele Novaro, l'inno nazionale italiano.

## Storia

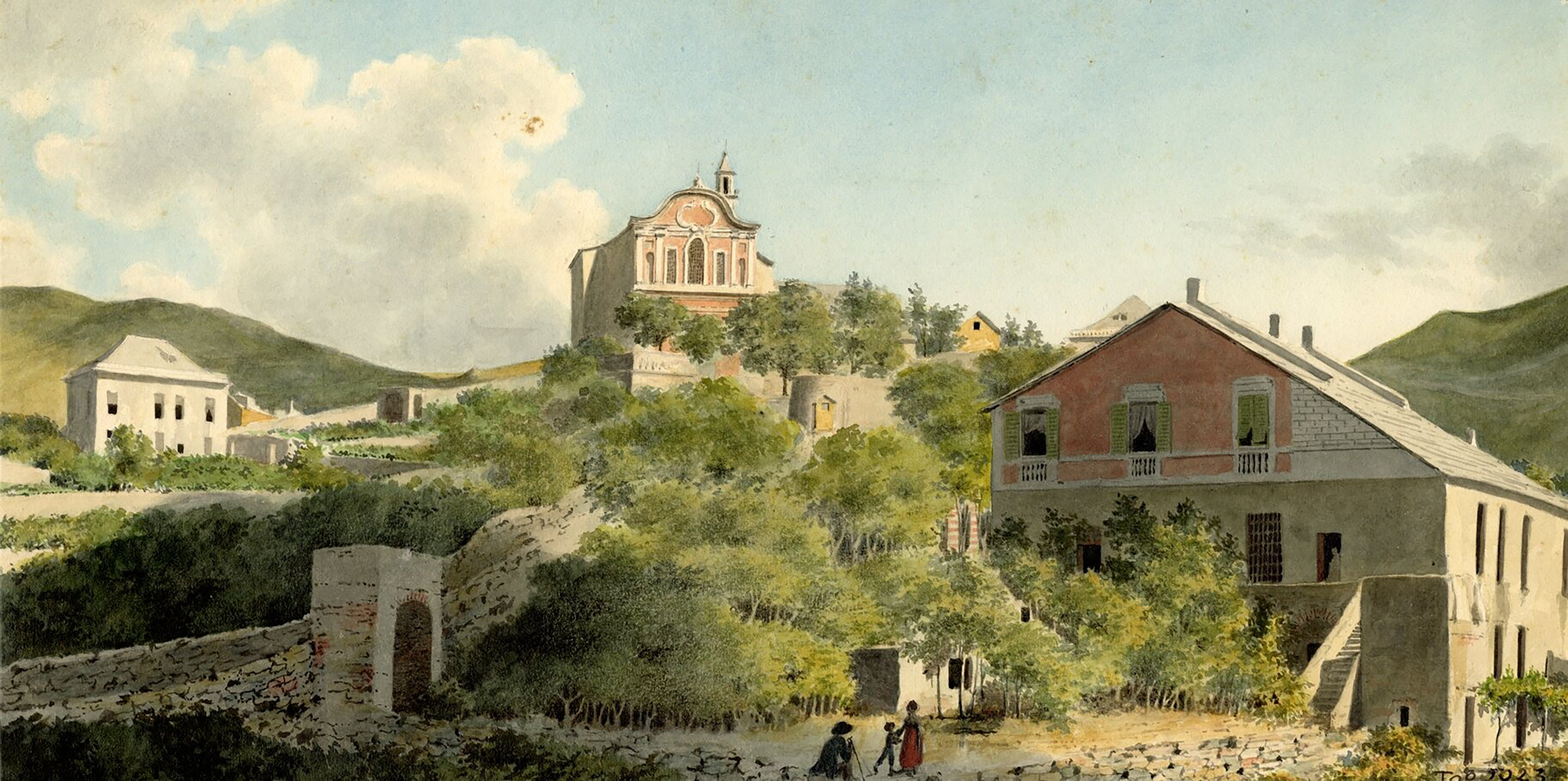
Il colle, il quartiere e il santuario in un dipinto di Luigi Garibbo precedente al 1825, ben visibile è anche l'antica salita Oregina

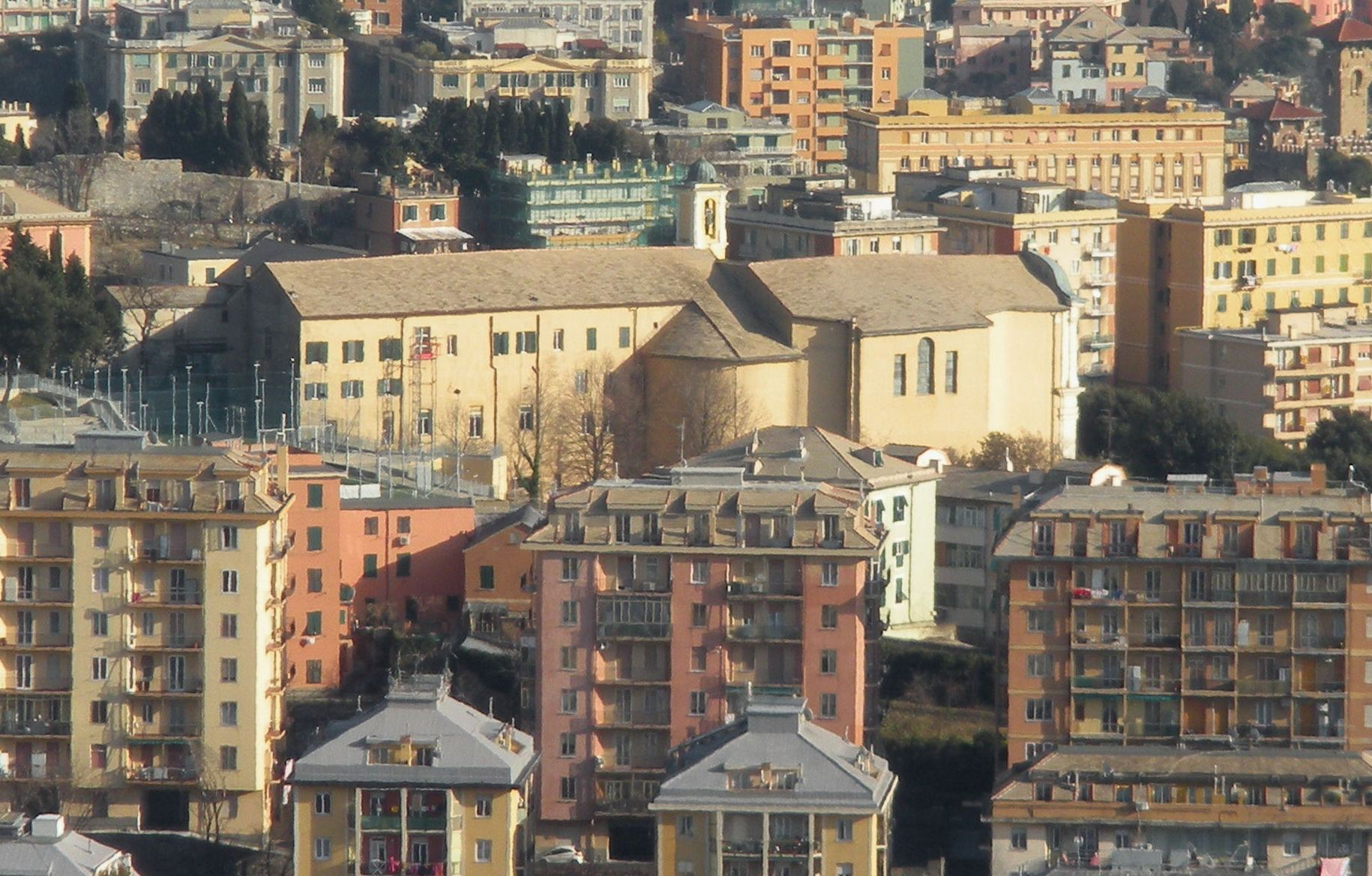
Il santuario visto dalle mura di Begato

Le origini del santuario sono collegate ad una piccola cappella eretta nel 1634 da quattro monaci romiti, guidati da Guglielmo Musso, originario di Voltri, che intendevano fondare un nuovo ordine religioso. Questa chiesetta, che venne costruita vicino a un muro dove era dipinta una Madonna, richiamava, da un punto di vista architettonico, la basilica della Santa Casa, che è anch'essa dedicata alla Madonna di Loreto. Il comportamento di questi frati fu però giudicato negativamente dal tribunale dell'Inquisizione, che sciolse quasi subito la nuova congregazione allontanando i religiosi. La cappella fu poi affidata ai frati minori francescani. Nel 1635 venne deciso di ampliare l'edificio religioso esistente con la costruzione di un vero e proprio santuario e di un convento. Il santuario della Nostra Signora di Loreto fu poi realizzato tra il 1650 ed il 1655. In questo periodo, a Genova, furono infatti erette e ampliate diverse chiese dedicate alla Madonna. L'originaria chiesetta di 9 m per 4 m venne poi inclusa nel nuovo santuario; più precisamente, l'altare dell'antica cappella diventò il centro del santuario. 
A partire dal 1747, a causa dello scioglimento del voto emesso dal governo della Repubblica di Genova durante l'occupazione asburgica nel corso della guerra di successione austriaca, le autorità genovesi, con in testa il Doge, ogni 10 dicembre, iniziarono a organizzare una manifestazione per commemorare l'inizio della rivolta del quartiere genovese di Portoria contro gli occupanti, che portò alla liberazione della città (1746). La data del 10 dicembre fu anche associata alla festa della "traslazione della Santa Casa", e per questo motivo i fedeli iniziarono a recarsi al santuario in segno di ringraziamento. La tradizione, interrotta nel 1796 e poi ripresa nel 1846, continua ancora oggi. All'origine della manifestazione religiosa c'è la visione avuta dal padre guardiano del santuario, Candido Giusso, il quale affermò di aver visto, nella notte fra il 9 e il 10 dicembre del 1746, la figura della Madonna con un serpente ai piedi e, di fronte a lei, santa Caterina da Genova inginocchiata in atteggiamento di supplica. Questa visione fu interpretata dal senato genovese come segno dell'intercessione della Madonna a protezione della città. Nella prima metà dell'Ottocento il convento rimase chiuso per un certo periodo in seguito alla soppressione, per via legislativa, di alcuni ordini religiosi.
Nel 1928 fu demolita la primitiva cappella, che occupava gran parte dell'ampia navata. La venerata immagine della Madonna di Loreto fu collocata sopra l'altare maggiore. Il santuario della Nostra Signora di Loreto fu eretto a parrocchia autonoma con decreto dell'arcivescovo Carlo Dalmazio Minoretti il 7 gennaio 1940. Nel novembre 1944, durante la seconda guerra mondiale, la chiesa subì danni alle strutture esterne a causa di un bombardamento, che tuttavia non compromise la struttura dell'edificio. Nell'immediato dopoguerra, per l'esplosione di una vicina polveriera, andarono distrutti un grande quadro raffigurante la Madonna, l'organo e il coro.

## Descrizione
Il santuario della Nostra Signora di Loreto presenta una pianta ottagonale allungata sprovvista di presbiterio absidale. L'architettura della chiesa è estremamente semplice, e consta di un'unica ampia navata che è sovrastata dalla cupola centrale e che venne concepita per fare da contenitore alla primitiva cappella (rimossa nel 1928).
La facciata, che è caratterizzata da lesene laterali e da decorazioni nella parte superiore, è stata realizzata nel 1707. La facciata è ornata da un affresco sopra al portale d'ingresso raffigurante la Visione di Padre Candido Giusso, eseguito nel 1906 da Angelo Vernazza. La decorazione della facciata è concentrata nella parte superiore, mentre la zona inferiore è decorata solo da due paraste alle estremità laterali, oltre che da un affresco novecentesco.
L'interno, molto sobrio e luminoso, presenta oggi due soli altari laterali (erano in origine quattro). Questa sobrietà è stata accentuata da alcuni lavori che sono stati eseguiti durante i secoli. Sul'altare di destra è collocato il grande quadro raffigurante L'angelo custode di Giovanni Maria delle Piane, detto il Mulinaretto, mentre su quello di sinistra si trova una tela di Giovanni Andrea Carlone raffigurante San Giuseppe con Gesù fanciullo. Alla sinistra del presbiterio vi è la lapide di Padre Candido Giusso (1706-1756). La scalinata d'ingresso è stata costruita nel XVIII secolo. Nell'attiguo convento sono invece conservate alcune statuine di presepe di scuola genovese settecentesca.
Nel santuario sono sepolti il patriota Alessandro De Stefanis, morto in seguito alle ferite riportate nella difesa del Forte Begato durante i moti di Genova, e lo scultore Bartolomeo Carrea.

## La manifestazione patriottica del 10 dicembre 1847
Sulla piazza antistante al santuario fece il suo debutto in pubblico, il 10 dicembre 1847, Il Canto degli Italiani di Goffredo Mameli e Michele Novaro. Quello che un secolo dopo sarebbe divenuto l'inno nazionale italiano fu suonato dalla Filarmonica Sestrese durante la già citata commemorazione della rivolta del quartiere genovese di Portoria contro gli austriaci. L'inno, scritto da Mameli e musicato da Novaro, fu eseguito davanti a una parte di quei 30 000 patrioti - provenienti da tutta Italia - che erano convenuti a Genova per la manifestazione.